# Perfume de violetas
Perfume de violetas és un llargmetratge mexicà dirigit per Marisa Sistach el 2001, guanyador de cinc Premis Ariel. El film busca ser un retrat de les situacions problemàtiques que enfronta el sector femení en els sectors socials més pobres de les zones urbanes a Mèxic. Les protagonistes d'aquesta pel·lícula són víctimes de situacions tràgiques, esdevingudes en un entorn on predominen el masclisme, l'escassetat de recursos, la indiferència, la ignorància i la pobresa. Fou seleccionada per representar Mèxic a l'Oscar a la millor pel·lícula de parla no anglesa als Premis Oscar de 2001, però finalment no fou seleccionada.

## Sinopsi
La pel·lícula conta la tràgica història de Yessica i Miriam, dues adolescents de la Ciutat de Mèxic, habitants d'un barri pobre on són comuns les situacions de perill. Yessica, antisocial i problemàtica, arriba a una secundària pública on hi assisteix Miriam, tímida i ingènua. Malgrat les seves diferents personalitats, ambdues inicien una forta amistat. Aquesta es veu interrompuda quan el Topi, un jove xofer de microbus, viola Yessica amb l'ajuda de Jorge, el germanastre d'aquesta última.
Yessica, aterrida i avergonyida, prefereix callar l'ocorregut, fet que acaba per afectar greument el seu estat psicològic. Yessica només troba consol en Miriam, qui comença a freqüentar-la cada vegada més. A poc a poc, no obstant això, Miriam comença a sentir-se incòmoda amb l'amistat de Yessica, perquè aquesta dificulta la relació amb la seva mare. Aquests fets, conjuminats a la indiferència dels adults i a la precària situació econòmica d'ambdues, acaben per distanciar-les i generar un conflicte que desemboca en tragèdia.

## Repartiment
- Ximena Ayala - Yessica
- Nancy Gutiérrez - Miriam
- Arcelia Ramírez - Alicia
- María Rojo - Mare de Yessica
- Luis Fernando Peña - Germanastre de Yessica
- César Balcázar - El Topí
- Gabino Rodríguez - Héctor
- Pablo Delgado - Juan
- Clarisa Malheiros - Mestra de gimnàstica
- Soledad González - Directora de secundària
- Eligió Meléndez - Padrastre de Yessica
- Rosario Zúñiga - Prefecta
- Josefina Marín - Mestra d'història
- Carlos García - Mestre de mecanografia
- Guadalupe Sánchez - Mestra de matemàtiques
- Mayahuel Tecozautla - Marxanta mercat
- Zury Mora - Infermera
- Roberto Cabral - Cap d'Alicia

## Premis i nominacions
Premi Ariel 2001
- Millor actriu: Ximena Ayala
- Millor actriu secundària: Arcelia Ramírez
- Millor guió original: José Buil
- Millor direcció artística
- Millor disseny de vestuari

Premis Goya 2001
- Nominada al Goya a la millor pel·lícula estrangera de parla hispana